# Isoelektrisk punkt
Det isoelektriske punkt (pI) er den pH, ved hvilken et molekyle har en nettoladning lig nul. Dette betyder ikke, at molekylet er uden ladninger, blot at summen af alle ladninger er nul.
For at kunne have et skarpt isoelektrisk punkt må molekylet være amfoterisk, dvs. indeholde både sure og basiske funktionelle grupper.
For en aminosyre med kun en aminogruppe og en carboxylgruppe kan pI beregnes ud fra molekylets pKa:
{\displaystyle pI={{pK_{1}+pK_{2}} \over 2}}
For aminosyrer med mere end to ioniserbare grupper, som f.eks. lysin, kan den samme formel bruges, men de to pKa-værdier der bruges er de to grupper som afgiver og optager en ladning fra aminosyrens neutrale form. Lysin har en pKa-værdi for carboxylsyre og to pKa-værdier for aminer (den ene af disse sidder på sidekæden), så det fuldt protonerede lysinmolekyle har nettoladningen +2. For at få nettoladningen nul skal lysinen afgive to protoner, og pI findes ved at benytte pKa-værdierne for de to aminogrupper:
{\displaystyle pI={{9,06+10,54} \over 2}=9,80}
Proteiner kan adskilles ud fra deres isoelektriske punkt ved en proces der kaldes isolelektrisk fokusering.
Ved en pH under pI har proteiner en positiv nettoladning. Over pI har de en negativ nettoladning. Dette har betydning for elektroforesegeler, en metode der benyttes til at adskille proteiner fra hinanden. Gelens pH bestemmes af typen af buffer den er lavet i. Hvis bufferens pH er højere end proteinets pI, vil proteinet bevæge sig mod gelens positive pol. Omvendt vil proteinet bevæge sig mod gelens negative pol, hvis bufferens pH er mindre end proteinets pI, og når pH=pI vil proteinet ikke bevæge sig. Dette gælder også for individuelle aminosyrer.